# Brachypelma boehmei
Brachypelma boehmei  (лат.) — вид пауков-птицеедов из рода Brachypelma.

## Описание
Внешне похож на близкородственный вид Brachypelma smithi, отличаясь от него ярко-оранжевой и чёрной окраской тела. Взрослые пауки этого вида могут достигать в длину 13—15 см. В отличие от многих других крупных пауков-птицеедов, у Brachypelma boehmei наблюдается более медленный рост. Верхние части лап чёрные, визуально отделяют оранжевое тело и нижнюю часть лап светло-оранжевого цвета. При возникновении угрозы этот вид паука счёсывает при помощи лап волосы с брюшка, которые вызывают раздражение кожи и боль.

## Ареал и местообитание
Вид распространён в Мексике. Его можно найти в центральных частях мексиканского побережья Тихого океана на западе штата Герреро. Предпочитает сухие участки с низкой растительностью, обитает как в брошенных грызунами и ящерицами норах, так и в собственно выкопанных, расположенных под скалами или упавшими деревьями.

## Размножение
Самцы достигают половой зрелости в 3—5 лет, а самки — еще позже, в 5—7 лет. После своей последней линьки самцы живут более 1 года, а самки могут жить до 10 лет. Линька происходит в конце сухого сезона (ноябрь-июнь), после чего самцы начинают искать самок для спаривания. Спаривание, беременность и откладывание яиц должны произойти после линьки, иначе сперматозоиды и яйцеклетки останутся в старом экзоскелете самки. Яйца созревают в течение 3—4 недель до начала сезона дождей. Паук активен, как правило, после захода солнца, но может быть активным в течение дня, утром или вечером.

## Замечания по охране
Как и другие виды из рода Brachypelma, этот вид является популярным домашним животным из-за своей яркой окраски и спокойного характера, что приводит к повышенному интересу к этому виду со всего мира. Незаконная торговля пауками, наряду с высоким уровнем смертности до достижения половой зрелости и разрушением естественной среды обитания, ставит под угрозу будущее этого вида.
Вид включён в Приложение II Конвенции о международной торговле видами дикой фауны и флоры, находящимися под угрозой.

## Содержание в неволе
В неволе пауков кормят саранчой, червями и аргентинскими тараканами вида Blaptica dubia. Паучат обычно кормят предварительно умерщвлёнными червями, сверчками, мелкими тараканами, обескрыленными плодовыми мушками (Drosophila melanogaster) и любыми другими мелкими насекомыми, которые не могут защитить себя.